# چخماق-سو (شهرستان چتکل)
چخماق-سو (به لاتین: Chakmak-Suu) یک روستا در قرقیزستان است که در استان جلال‌آباد واقع شده‌است. چخماق-سو ۳۶۵ نفر جمعیت دارد.